# Treasure Coast Tropics
I Treasure Coast Tropics sono stati una franchigia di pallacanestro della USBL, con sede a Port St. Lucie, in Florida, attivi tra il 1987 e il 1988 e tra il 1991 e il 1996.
Debuttarono nel 1987 come Miami Tropics, vincendo il titolo USBL battendo in finale i Rhode Island Gulls per 103-99. Dopo due anni di pausa, ricominciarono le operazioni nel 1991, disputando la finale per tre anni di fila. Nel 1991 persero 110-108 con i Philadelphia Spirit e poi vinsero due titoli consecutivi nel 1992 (116-114 ai Philadelphia Spirit) e nel 1993 (139-127 ai Westchester Stallions). Nel campionato 1996 si spostarono a Port St. Lucie, cambiando il nome in Treasure coast Tropics. Si sciolsero alla fine della stagione.

## Palmarès
- United States Basketball League: 3

1987, 1992, 1993

## Stagioni
| Stagione | Lega | Denominazione          | V  | P  | %    | Piazzamento | Play-off        |
| -------- | ---- | ---------------------- | -- | -- | ---- | ----------- | --------------- |
| 1987     | USBL | Miami Tropics          | 18 | 12 | 60,0 | 2º          | Campioni        |
| 1988     | USBL | Miami Tropics          | 13 | 17 | 43,3 | 6º          | non partecipano |
| 1991     | USBL | Miami Tropics          | 13 | 7  | 65,0 | 1º          | Finale          |
| 1992     | USBL | Miami Tropics          | 22 | 4  | 84,6 | 1º          | Campioni        |
| 1993     | USBL | Miami Tropics          | 14 | 10 | 58,3 | 3º          | Campioni        |
| 1994     | USBL | Miami Tropics          | 18 | 9  | 66,7 | 2º          | Semifinale      |
| 1995     | USBL | Miami Tropics          | 8  | 18 | 30,8 | 7º          | -               |
| 1996     | USBL | Treasure coast Tropics | 8  | 18 | 30,8 | 5º          | -               |